# Amylose
Pour les articles homonymes, voir Amylose (homonymie).
L'amylose (du grec ἄμυλος / ámulos, « non moulu ») ou amylocellulose est un polyoside non ramifié constitué d'unités D-glucose liées par liaison α(1→4). Les molécules de ce composé ne sont pas linéaires, mais organisées en hélice α, chaque tour de spire étant composé de huit résidus de D-glucose au maximum (le plus couramment six).
L'amylose est, avec l'amylopectine, le principal constituant de l'amidon. Il y en a 20 à 28 % dans le blé et la pomme de terre, et  6 % dans le riz, le sorgho et le seigle. L'amylose est abondante dans le monde végétal et possède une anomérie alpha. Pour cette dernière raison, contrairement à la cellulose, elle est assimilable par l'Homme. L'amylose est dégradée par  des enzymes, telle l'α-amylase, en maltose.
Son nom officiel devrait être : (α-D-glucopyranosyl(1→4)α-D-glucopyranoside)n.
Cette amylose n'a rien à voir avec l'amylose de la maladie d'Alzheimer.